# Mercedes F1 W07 Hybrid
El Mercedes F1 W07 Hybrid es un monoplaza de Fórmula 1 diseñado por Mercedes para competir en la Temporada 2016 de Fórmula 1. Es el sucesor del exitoso W06 Hybrid, y tanto visual como técnicamente es similar a su predecesor. La transmisión de ocho velocidades y el sistema de recuperación de energía fueron desarrollados por Mercedes. El coche es conducido por  vigente campeón del mundo, Lewis Hamilton y por Nico Rosberg, que continúan en el equipo por cuarta temporada consecutiva. Como patrocinadores del equipo, en el coche se ven reflejadas las marcas Petronas (como patrocinador principal), Daimler AG, Qualcomm, Swissquote, Puma y Pirelli.[cita requerida]

## Resultados
(Clave) (negrita indica pole position) (cursiva indica vuelta rápida)
| Año  | Motor                               | Neu. | N.º | Pilotos        | 1   | 2   | 3   | 4   | 5   | 6   | 7   | 8   | 9   | 10  | 11  | 12  | 13  | 14  | 15  | 16  | 17  | 18  | 19  | 20  | 21  | Puntos | Pos. |
| ---- | ----------------------------------- | ---- | --- | -------------- | --- | --- | --- | --- | --- | --- | --- | --- | --- | --- | --- | --- | --- | --- | --- | --- | --- | --- | --- | --- | --- | ------ | ---- |
| 2016 | Mercedes PU106C Hybrid 1.6 V6 Turbo | P    |     |                | AUS | BHR | CHN | RUS | ESP | MON | CAN | EUR | AUT | GBR | HUN | GER | BEL | ITA | SIN | MYS | JPN | USA | MEX | BRA | ABU | 765    | 1.º  |
| 2016 | Mercedes PU106C Hybrid 1.6 V6 Turbo | P    | 6   | Nico Rosberg   | 1   | 1   | 1   | 1   | Ret | 7   | 5   | 1   | 4   | 3   | 2   | 4   | 1   | 1   | 1   | 3   | 1   | 2   | 2   | 2   | 2   | 765    | 1.º  |
| 2016 | Mercedes PU106C Hybrid 1.6 V6 Turbo | P    | 44  | Lewis Hamilton | 2   | 3   | 7   | 2   | Ret | 1   | 1   | 5   | 1   | 1   | 1   | 1   | 3   | 2   | 3   | Ret | 3   | 1   | 1   | 1   | 1   | 765    | 1.º  |